# Calumma brevicornis
Calumma brevicornis eller Calumma brevicorne är en ödleart som beskrevs av Günther 1879. Calumma brevicornis ingår i släktet Calumma och familjen kameleonter. Utöver nominatformen finns också underarten C. b. brevicornis.
Denna kameleont förekommer på östra Madagaskar. Den lever i låga bergstrakter mellan 810 och 1000 meter över havet. Den vistas i fuktiga skogar men den undviker skogens tätaste områden. Calumma brevicornis besöker även angränsande jordbruksmark och vägkanter.
Regionalt hotas beståndet av svedjebruk och av andra habitatförändringar. Hela populationen antas vara stor. IUCN kategoriserar arten globalt som livskraftig.